# Klepeće Selo
 Klepeće Selo  falu Horvátországban, a Tengermellék-Hegyvidék megyében. Közigazgatásilag Brod Moravicéhez tartozik.

## Fekvése
Fiumétól 44 km-re északkeletre, községközpontjától 4 km-re északnyugatra, a Kulpa völgye felett, a horvát Hegyvidék (Gorski kotar) területén fekszik.

## Története
A településnek 1857-ben 107, 1910-ben 60 lakosa volt. Trianonig Modrus-Fiume vármegye Delnicei járásához tartozott.
2011-ben 4 lakosa volt.

## Lakosság
| Lakosság változása | Lakosság változása | Lakosság változása | Lakosság változása | Lakosság változása | Lakosság változása | Lakosság változása | Lakosság változása | Lakosság változása | Lakosság változása | Lakosság változása | Lakosság változása | Lakosság változása | Lakosság változása | Lakosság változása | Lakosság változása |
| ------------------ | ------------------ | ------------------ | ------------------ | ------------------ | ------------------ | ------------------ | ------------------ | ------------------ | ------------------ | ------------------ | ------------------ | ------------------ | ------------------ | ------------------ | ------------------ |
| 1857               | 1869               | 1880               | 1890               | 1900               | 1910               | 1921               | 1931               | 1948               | 1953               | 1961               | 1971               | 1981               | 1991               | 2001               | 2011               |
| 107                | 64                 | 62                 | 44                 | 47                 | 60                 | 56                 | 60                 | 44                 | 50                 | 42                 | 32                 | 14                 | 12                 | 4                  | 4                  |